# EuroMillions
██ države osnivačice (veljača 2004.)
██ pridružene države (listopad 2004.)
EuroMillions je višedržavna lutrija koju su 7. veljače 2004. pokrenule francuska (Française des Jeux), španjolska (Loterías y Apuestas del Estado)  i britanska državna lutrija (Camelot Group). Prvo, svečano izvlačenje dobitnih brojeva održalo se u petak, 13. veljače 2004. u Parizu. Nekoliko mjeseci kasnije, u listopadu iste godine, lutriji su se pridružile i Austrija, Irska, Portugal, Belgija, Luksemburg i Švicarska, a prvo izvlačenje za nove članice održano je 8. listopada 2004.
Izvlačenja dobitnih brojeva i kombinacija održavaju se utorkom i petkom u 20:45 sati prema Srednjoeuropskom vremenu u Parizu, sjedištu francuske državne lutrije. Igrački listić košta između 2,20 i 2,50 eura ili funti odnosno 3,50 švicarskih franaka, ovisno o državi. Listići su jedinstveni i mogu se kupiti na prodajnim mjestima EuroMillionsa ili u skloou igračnica državnih lutrija. EuroMillions se može igrati i putem interneta u Andori, Belgiji, Lihtenštajnu i na Isle of Manu.
U Irskoj i Portugalu se na listiću može odabrati i dodatni (bonus) broj ili slovo koje, ako bude dobitno, povisuje iznos nagrade. U Irskoj se tako uz EuroMillions, može igrati i EuroMillions Plus, ali za 1 euro višu cijenu. Od 24. rujna 2016. povećan je broj brojeva u kombinaciji s 11 na 12, čime se i iznos zgoditka (jackpota) povećao sa 117 na 140 milijuna eura. Time je u nekim državama (primjerice Irskoj) cijena listića povećana za 0,50 eura.
U Švicarskoj, Portugalu i Španjolskoj se na svaki dobitak bez obzira na iznos novca plaća porez, dok se u ostalim državama oporezuju samo zgoditci.
U svim državama, osim Ujedinjenog Kraljevstva, osobe moraju imati 18 godina kako bi mogle igrati. U Ujedinjenom Kraljevstvu se može igrati i sa 16 godina starosti.

## Raspodjela uplata
Raspodjela uplaćenog novca na primjeru Ujedinjenog Kraljevstva:
| raspodjela uplata za igranje EuroMillionsa u UK-u | raspodjela uplata za igranje EuroMillionsa u UK-u        |
| ------------------------------------------------- | -------------------------------------------------------- |
| 0,5 %                                             | za rad Camelota (državne lutrije)                        |
| 4,5 %                                             | za troškove izvlačenja                                   |
| 5 %                                               | provizija za trgovce i oglašivače                        |
| 12 %                                              | za porez (Lottery Duty)                                  |
| 28 %                                              | za druge igre državne lutrije (zajednički nagradni fond) |
| 50 %                                              | za nagradni fond                                         |